# Самуэльссон, Ульф
Ульф Самуэльссон (швед. Ulf Samuelsson, род. 26 марта 1964, Фагерста) — шведский хоккеист, игравший на позиции защитника, ныне — работает помощником главного тренера клуба Флорида Пантерз. Двукратный обладатель Кубка Стэнли 1991 и 1992 годов в составе «Питтсбург Пингвинз». За свою жёсткую и грязную манеру игры получил прозвища «Робокоп» и «Жёсткий Ульф».

## Карьера игрока

### Клубная
Воспитанник школы клуба «Фагерста», выступавшего в третьем шведском дивизионе. На драфте НХЛ 1982 года Ульф был выбран под 67-м номером командой «Хартфорд Уэйлерс», куда приехал в 1984 году. В феврале 1987 года участвовал в двухматчевой серии Рандеву-87 против СССР в составе сборной звёзд НХЛ (матчи состоялись вместо традиционного матча звёзд НХЛ). В 1991 году вместе с Роном Фрэнсисом перешёл в «Питтсбург Пингвинз» и в составе этого клуба два раза подряд выиграл Кубок Стэнли. В шестом матче финальной серии 1991 года против «Миннесота Норт Старз» Ульф открыл счёт по истечении ровно двух минут, а в итоге «пингвины» разгромили «Миннесоту» со счётом 8:0.
Уже тогда Самуэльссон обрёл дурную славу как один из самых грязных игроков НХЛ. В плей-офф того же сезона 1990/1991 Самуэльссон в матче против «Бостон Брюинз» откровенно снёс Кэма Нили, нанеся ему опасный удар в колено. Из-за этого у Нили часть мышц окостенела и развилась серьёзная болезнь, однако Кэм, несмотря на угрозу инвалидности и своё состояние, не ушёл из хоккея и продолжил играть вплоть до 1996 года, сохраняя результативность.
Во время локаута в НХЛ Самуэльссон временно вернулся в «Лександ», после завершения локаута он перешёл в «Нью-Йорк Рейнджерс». Во время выступлений за «рейнджеров» Самуэльссон опять оказался в центре драки, но на этот раз стал жертвой: игрок «Торонто Мэйпл Лифс» Тай Доми ударил его исподтишка в лицо, за что был дисквалифицирован на 8 игр и оштрафован. Поступок Доми стал одним из самых грязных в истории НХЛ, хотя Доми утверждал, что Самуэльссон сам его спровоцировал и обозвал «дураком».
Карьеру Самуэльссон завершал в составе клубов «Детройт Ред Уингз» и «Филадельфия Флайерз», после чего в возрасте 36 лет объявил об уходе из хоккея. Всего в НХЛ Самуэльссон сыграл 1080 матчей, забросил 57 шайб и сделал 275 голевых передач. За свою карьеру он набрал 2453 штрафные минуты.

### В сборной
В 1982 году в составе юниорской сборной Швеции стал победителем чемпионата Европы среди игроков до 18 лет. В составе молодёжной сборной трижды участвовал в чемпионатах мира среди игроков до 20 лет. Дебют игрока в первой сборной Швеции состоялся на чемпионате мира 1985 года. В 1990 году на чемпионате мира в Швейцарии Самуэльссон спровоцировал крупный скандал в международном хоккее: в течение всего матча против сборной СССР он провоцировал Валерия Каменского, за что тот ударил его головой в лоб. Уже после этого ИИХФ ввела новое наказание: за особо опасную игру, которая приводит к травме игрока, полагается отныне матч-штраф с формальным удалением на 10 минут и фактическим удалением до конца игры. На том турнире Самуэльссон в составе сборной Швеции стал серебряным призёром, и эта награда так и осталась единственной в его карьере за сборную. В 1991 году он также принял участие в Кубке Канады.
Ещё один скандал с участием Самуэльссона случился в 1998 году во время Олимпийских игр в Нагано, куда Самуэльссон поехал в составе сборной Швеции. К этому времени он получил гражданство США, однако по шведским законам тогда двойное гражданство не допускалось, получение гражданства другого государства автоматически влекло прекращение гражданства Швеции. 15 февраля корреспондент журнала «Sports Illustrated» Майкл Фарбер язвительно высказался насчёт того, что игроку с такой грубой игрой нельзя было давать гражданство США. На следующий день корреспондент «Svenska Dagbladet» Янне Бенгтссон сообщил о втором гражданстве Самуэльссона руководству Шведской ассоциации хоккея с шайбой в перерыве матча Швеция — Беларусь. Самуэльссон после игры сознался в том, что у него есть паспорт США, и это повергло делегацию Швеции в шок. Международный олимпийский комитет немедленно исключил Самуэльссона из расположения сборной, но вопреки регламенту решил не наказывать команду Швеции и сохранил её набранные очки. Протесты со стороны сборной Чехии по поводу сохранения очков чиновники МОК отказались удовлетворять, равно как и протесты шведов по поводу дисквалификации Ульфа. В итоге Швеция проиграла в четвертьфинале Финляндии 1:2, а Бенгтссон после Олимпиады стал подвергаться угрозам и шантажу. В списке 100 величайших моментов хоккея по версии ИИХФ, составленном в 2008 году, скандал с Самуэльссоном занял 72-е место. Самуэльссон получил обратно шведское гражданство в 2003 году, спустя два года после принятия закона о двойном гражданстве.

## Карьера тренера
По окончании карьеры игрока Самуэльссон получил тренерскую лицензию и работал помощником тренера в ряде команд. С 2006 по 2011 годы он состоял в штабе «Финикс Койотис», 2 мая 2011 года стал главным тренером шведского клуба МОДО, а с 30 июня 2013 года вошёл в штаб клуба «Нью-Йорк Рейнджерс».

## Личная жизнь
Проживает в Скоттсдэйле (штат Аризона). У него есть дети: Филип, Хенрик, Адам и Виктория: все они стали хоккеистами, однако Филип, Хенрик и Адам представляют сборную США, Виктория — женскую сборную Швеции.